# Peníze od Hitlera
Peníze od Hitlera je literární dílo české spisovatelky Radky Denemarkové z roku 2006 s podtitulem Letní mozaika. Jedná se o druhý díl trilogie na sebe volně navazujících románů A já pořád kdo to tluče, Peníze od Hitlera a Kobold. Kniha se očima hlavní hrdinky, Gity Lauschmannové, věnuje tématu bezpráví páchaném Čechy na německém a židovském obyvatelstvu v poválečném Československu a neochotě potomků přiznat svou část viny.
Inspirací příběhu byly skutečné osudy Elišky Fábryové, rozené Fleischmannové, jejímuž židovskému otci Richardovi, zavražděnému v Osvětimi, patřil zámek a statek ve vesnici Puklice u Jihlavy. Po válce byla její rodina označena za Němce a její majetek zkonfiskován. V devadesátých letech 20. století byl Richard Fleischmann rehabilitován a Eliška, téměř osmdesátiletá, se dožadovala navrácení majetku, což vesničané odmítli. Celý případ byl ukončen až v roce 2012, šest let po Eliščině smrti.
Po formální stránce je děj rozčleněn do větších celků označovaných jako „návraty“, kde první návrat Gity do své rodné vesnice proběhne v létě roku 1945 a všechny návraty ostatní pak až v roce 2005. Ironie národnostní nenávisti je v knize podtržena i tím, že obyvatelé Gitiny rodné vesnice, kteří se ke Gitě staví velmi nepřátelsky, mluví češtinou s velkým množstvím germanismů, viz jednu z ukázek níže. 
Od svého vydání získal román řadu ocenění a byl přeložen do více než 15 jazyků. Jeho název vychází z věty, kterou Gita Lauschmannová pronese v jedné ze závěrečných kapitol, viz příslušnou ukázku. Obdobného názvu se užívá i v překladech do jiných jazyků s výjimkou němčiny, v níž je román znám pod názvem Ein herrlicher Flecken Erde, což lze přeložit jako Nádherný kus země. Mezi lety 2010 a 2012 uvádělo Švandovo divadlo v Praze dramatické nastudování tohoto románu v režii Michala Langa. Představitelka hlavní role, Marie Málková, byla za svou roli nominována na Cenu Alfréda Radoka za rok 2010 v kategorii nejlepší ženský herecký výkon.

## Děj
Píše se léto roku 1945 a šestnáctiletá Gita Lauschmannová se pěšky vrací do Puklic, kde její rodiče vlastní rozsáhlý majetek. Ke svému velkému překvapení nachází v domě své rodiny, téměř celé vyhlazené nacisty v koncentrácích, zabydleného mladého muže s těhotnou manželkou, označovanou v textu jako Žena. Namísto vyjasnění situace je místními vesničany Gita zmlácena a polomrtvá odvlečena do stodoly. Místní čeští vesničané si chtějí pojistit, že na majetek česko-německých Židů Lauschmannů nikdo nevznese nárok a tak hodlají pro jistotu nechat Gitu umřít hlady. Gita, která o svém židovském původu až do války vůbec nevěděla, mluví česky i německy a nastalou situaci není vůbec schopná pochopit. Bývalí zaměstnanci jejího tatínka nyní svědčí proti nim a argumentují, že coby Němcům lze Lauschmannům v souladu s Benešovými dekrety konfiskovat majetek. Gita přežije jen díky tomu, že ji potají krmí těhotná Žena namočeným chlebem a v poslední chvíli jí pomůže utéct. Gita se stačí dozvědět, že pár dní před ní do Puklic dorazil její bratr Adolf.
Léto roku 2005. Nyní již šestasedmdesátiletá patoložka Gita Lauschmannová právě dosáhla rehabilitace svých rodičů a otevřela tak dveře k navrácení ukradeného majetku v Puklicích. S právníkem a vnučkou Bárou se vydává na puklický obecní úřad, aby se s místními představiteli, veskrze potomky lidí, kteří ji roku 1945 zbili a okradli, dohodla na podrobnostech. Její původní záměr je přenechat budovy současným obyvatelům a nechat pouze na návsi vystavět pomník svému tatínkovi. Velmi brzy se ukazuje, že místní nehodlají nic vracet, Gitu za zády označují za Němku a přivandrovalkyni, která je chce okrást. Setkání na úřadě se nepříjemně vyhrotí a Gita částečně z vlastní vůle převypráví traumata, která se jí stala nejen za války, ale i léta po ní. Coby mladé lékařce jí brutálně znásilnila trojice mladých zfetovaných mužů, kteří posléze v její přítomnosti podřízli jejího čtyřměsíčního synka. Její první manžel si kvůli tomu vzal život. Tyto osudy však Gita neprozradila ani své pozdější dceři a její vnučka Bára, přítomná na jednání, se o nich tak nevěřícně dozvídá poprvé. Po zkrachovaném jednání se Gita s ostatními vrací domů do Prahy.
Jediný, kdo se z Puklic přidá na Gitinu stranu, je šedesátiletý lékař Denis, který žije v Praze. Byl to on, jehož nosila pod srdcem těhotná Žena, když pomáhala Gitě uprchnout. Jeho odhodlání a stud vzroste ve chvíli, kdy mu jeho matka prozradí, že Gitin bratr Adolf nikdy Puklice neopustil. Vesničané ho zabili a jeho rozsekané tělo zakopali na zahradě domu jeho rodiny. Toto tajemství se Gita nikdy nedozví a do smrti si myslí, že Adolf kdysi emigroval. Postupem času si Denis ke Gitě vybuduje velmi blízký vztah. Pukličtí se stavbě pomníku však všemožně brání a zoufalý Denis tak nakonec Gitě navrhne, aby prozatím raději sepsala paměti. Práce na pamětech je však přetržena Gitinou smrtí. Krátce poté umírá i Žena, Denisova matka. Vnučka Bára pokračuje v soudním sporu o navrácení majetku své babičky a Denis si tajemství o vraždě Adolfa Lauschmanna nakonec bere do hrobu.

## Ukázky
Název celé knihy vychází z následujícího úryvku ve stejnojmenné kapitole, kde Denis přesvědčuje Gitu, aby prozatím upustila od vystavění pomníku pro svého otce a místo toho raději vydala své paměti:
„Stavbu pomníku nechte na mně, já to zařídím. Ale prozatím, skutečně jen prozatím — to vám slibuju — je návrh
na památník neprůchodný. Takže kniha o vašem otci by svým způsobem vyvážila původní úmysl.“ „Na pomník otci jsem chtěla vyčlenit peníze z česko‑německého Fondu budoucnosti. Poslali finanční odškodnění za léta strávená v koncentračním táboře.“ „No, tak ať ty peníze odškodňují.“ „Můj život je bláznivá jízda na tomtéž kolotoči, Denisi. Vždyť to jsou vlastně peníze od Hitlera.“
Peníze pro Hitlera, str. 275
Obyvatelé Puklic, kteří vidí Gitu Lauschmannovou jako Němku, sami mluví češtinou, jež je hojně proložena germanismy:

„Tady nejni žádný tvoje doma. Žádnej haus už nejni tvůj. Tady už není tvýho nic. Válku jste prohráli. Jménem prezidenta republiky propad celej váš majetek státu. Všechno jsme po právu zabavili. Už jsme se s tebou, ty smrade, mazali až dost. Máme jinačí starosti než tady pauzírovat. A fůru práce. Vina tvý famílije je nezvratná. Podstatná byla a je vobcovací řeč. A ausgerechnet u vás se za zavřenýma dveřma šprechtilo vostošest.“
Peníze pro Hitlera, str. 37
Kniha obsahuje až naturalistická líčení zločinů spáchaných na Gitě Lauschmannové a její rodině. Takto Gita popisuje svoje znásilnění, vraždu svého synka a následnou sebevraždu vlastního manžela:
Nejhorší přece nebylo to, co provedli se mnou. Nejhorší nebylo, že se můj muž zbaběle a srabácky sesul. A zabil. Nejhorší bylo, že před mýma očima, před těmahle očima uřízli hlavu mému synovi. A pak si tím samým nožem naporcovali slaninu a nakrájeli chleba. A s tou hlavičkou… Přihrávali si ji kolem kuchyňského kanape.
Peníze pro Hitlera, str. 145
Jedním z pojítek s předchozím románem A já pořád kdo to tluče je postava známého herce Jiřího Oujezdského, který v románu ovšem hraje jen okrajovou roli. Denisovou sestrou, prodavačkou v puklickém krámku, a jejími přítelkyněmi je Oujezdský zneužit pro podepisování dárkových balíčků s čočkou:
Mistr Oujezdský se orosí, poslušně zaleze za závěs, sedne k umakartové desce stolku. Přes hrbolatý povrch čočkových přídělů černým fixem smolí Srdečně a s láskou Jiří Oujezdský. Srdečně a s láskou Jiří Oujezdský. Srdečně a s láskou… Hanka Malá dopíše místo a datum. A Nataša s Drbavou za jeho zády chvatně plní další a další dárková baleníčka.
Peníze pro Hitlera, str. 123

## Ocenění
Kniha posbírala několik domácích i zahraničních ocenění:
- Magnesia Litera za prózu za rok 2007.[12]
- Usedomská literární cena (Usedomer Literaturpreis) za rok 2011 za německý překlad Ein herrlicher Flecken Erde zhotovený bohemistkou Evou Profousovou. Dle německé poroty Denemarková svým románem podala „literární klíč k porozumění komplexních dějin Česka během druhé světové války a po jejím skončení“.[13][10]
- Cena Georga Dehia (Georg Dehio-Buchpreis) za rok 2012.[14]
- Časopis A2 zařadil v roce 2020 knihu do českého literárního kánonu po roce 1989, tedy do výběru nejdůležitějších českých knih v období třiceti let od sametové revoluce.[15]

Kromě výše zmíněných ocenění byl román nominován na polskou literární cenu Angelus za rok 2009 a švédskou cenu Kulturhuset Stadsteatern za rok 2017.